# Coelestinus incertus
Coelestinus incertus är en insektsart som beskrevs av Melichar 1900. Coelestinus incertus ingår i släktet Coelestinus och familjen dvärgstritar. Inga underarter finns listade i Catalogue of Life.